# Đông Phi thuộc Đức
Đông Phi thuộc Đức (tiếng Đức: Deutsch-Ostafrika, viết tắt tiếng Đức là GEA) là thuộc địa của Đế quốc Đức ở Đông Phi. Lãnh thổ của nó thuộc về Rwanda, Burundi, Tanzania và bắc Mozambique ngày nay, với tổng diện tích khoảng 994.996 km², gần như ngày nay. Ba lần diện tích của Đức.
Đông Phi thuộc Đức được thành lập và điều hành đầu tiên bởi công ty Đông Phi thuộc Đức, vào cuối những năm 1880, công ty Đông Phi thuộc Đức đã tìm kiếm sự giúp đỡ của quân đội vì không thể đàn áp cuộc nổi dậy của người bản địa. Đế quốc Đức cũng thành lập một chính quyền thuộc địa ở đây. Trong chiến thứ tranh thế giới nhất Anh, Bỉ và Bồ Đào Nha đã gửi quân tấn công khu vực này. Tuy nhiên, cho đến khi Đức đầu hàng vào năm 1918, trại Đồng minh không thể chiếm toàn bộ lãnh thổ.
Sau khi Đức đầu hàng, Hội Quốc Liên, năm 1919 theo Hòa ước Versailles, tương ứng, Rwanda và nhượng lại Burundi thuộc Bỉ, sông Ruvuma khu vực phía nam của giao cho Bồ Đào Nha và Tanganyika giao cho Anh vào năm 1919, chấm dứt 34 năm cai trị của Đức.

## Điều ước nghi ngờ
Câu chuyện về thuộc địa bắt đầu với Carl Peters, một nhà thám hiểm, người đã thành lập Hiệp hội Thực dân Đức, và đã ký kết một số hiệp ước đáng ngờ với các bộ lạc địa phương. Thủ tướng Otto von Bismarck ban đầu chống lại toàn bộ doanh nghiệp, nhưng đã thay đổi ý định khi Peters đe dọa sẽ đến Leopold II của Bỉ, người muốn mở rộng Nhà nước Tự do Congo. Vào ngày 3 tháng 3 năm 1885, chính phủ Đức tuyên bố rằng họ đã bí mật đồng ý vào ngày 17 tháng 2 với công ty của Peters để bảo vệ được thành lập ở Đông Phi. Peters sau đó chọn một vài chuyên gia khám phá toàn bộ đất nước.
Khi Quốc vương Zanzibar, người cũng tự coi mình là lãnh đạo của đại lục, đã phản đối, Otto von Bismarck đã gửi năm tàu chiến, người đã nổ súng vào cung điện của mình vào ngày 7 tháng 8. Cuối cùng đã quyết định rằng người Anh và người Đức sẽ chia đại lục thành các phạm vi ảnh hưởng, và người sultan sẽ phải đồng ý.
Người Đức có thể nhanh chóng đặt Bagamoyo, Dar es Salaam và Kilwa dưới quyền cai trị của họ. Một cuộc nổi dậy vào năm 1888 đã bị đàn áp vào năm sau, với sự hỗ trợ của người Anh. Năm 1890, London và Berlin đã đồng ý rằng đảo Helgoland thuộc Anh ở Biển Bắc sẽ trở thành của Đức và biên giới cố định của Đông Phi thuộc Đức sẽ được thiết lập, xảy ra vào năm 1910.
Người Đức luôn chiếm đa số trong cộng đồng thiểu số ở các thuộc địa, dựa vào các thủ lĩnh bộ lạc địa phương để giữ trật tự. Họ cũng yêu cầu những bộ lạc này thu thuế, và lập đồn điền nơi trồng bông, cà phê và vừng.

## Trong chiến tranh thế giới thứ nhất
Quân đội thuộc địa trong Thế chiến thứ nhất, một đội quân gồm khoảng 3.000 người Đức và 11.000 người bản địa, do Tướng Paul von Lettow-Vorbeck lãnh đạo. Quân đội này đã thành công trong việc giữ một đội quân Anh dưới sự chỉ huy của Jan Smuts, khoảng 300.000 người mạnh. Tại Tanga, Paul von Lettow-Vorbeck thậm chí đã vượt qua một đội quân Anh có quy mô lớn hơn tám lần so với lực lượng của ông. Các chiến dịch của ông cuối cùng đã tiêu tốn sinh mạng của khoảng 60.000 người Anh.
Số lượng kẻ thù trở nên quá áp đảo đối với Lettow-Vorbeck, và do thiếu nguồn cung cấp sắp xảy ra, ông buộc phải rút lui về Đông Phi Bồ Đào Nha, nơi ông đầu hàng vài tuần sau chiến tranh. Ông được tôn vinh như một anh hùng chiến tranh ở Đức.
Thuộc địa được tách ra trong Hòa ước Versailles. Phần phía tây trở thành một khu vực ủy thác của Bỉ dưới tên Ruanda-Urundi. Một phần nhỏ phía nam của Ruvuma trở thành một phần của Đông Phi thuộc Bồ Đào Nha, và phần còn lại, Tanganyika, xuất thân từ năm 1918 một người Anh nhiệm vụ.

## Thuộc địa tan rã
Trong 17 tháng năm 1919, Hội nghị Hòa bình Paris Hội đồng tối cao trao dưới sự phản đối mạnh mẽ từ Vương quốc Anh, Bỉ toàn bộ Đông Phi thuộc Đức, nhưng sau đó một thuộc địa của Anh Trưởng Alfred Milner mệnh toàn quyền của Bỉ để tham dự cuộc họp Pierre Oates có một cuộc đàm phán ngày 30 tháng 5. Các cuộc đàm phán đã đồng ý rằng Vương quốc Anh sẽ trao Vương quốc Đức cũ cho Rwanda-Burundi (nay là Burundi) ở phía tây bắc của Đông Phi cho Vương quốc Bỉ. Hội đồng tối cao của Hội nghị hòa bình Paris cũng trong 7 tháng 8 năm 1919 đã chấp nhận thỏa thuận. Ngày 12 tháng 7 năm 1919 trước khi ủy ban này cũng đồng ý rằng sông Mã phía nam của sông Ruvuma một mảnh đất nhỏ bàn giao cho Cộng hòa Bồ Đào Nha thuộc thẩm quyền và sau khi dần dần trở thành một phần của Mozambique ngày nay. Lý do để đưa ra quyết định này của Ủy ban được tuyên bố Đức vào năm 1894 buộc Bồ Đào Nha phải nhường đây. Mặc dù Hòa ước Versailles trên 28 tháng 7 năm 1919 được ký kết, nhưng cho đến ngày 10 tháng 1 năm 1920 bắt đầu có hiệu lực. Kể từ ngày hôm đó, cựu lãnh thổ Đức Đông Phi đã được bàn giao cho Vương quốc Bỉ, Cộng hòa Bồ Đào Nha và Vương quốc Anh và Ireland thẩm quyền. Kể từ đó, Tanganyika đã trở thành tên với sự tiếp quản của Anh.

## Danh sách các vị toàn quyền
Danh sách các vị toàn quyền ở Đông Phi thuộc Đức gồm có:
- 1885–1888: Carl Peters
- 1888–1891: Hermann Wissmann
- 1891–1893: Julius von Soden
- 1893–1895: Friedrich von Schele
- 1895–1896: Hermann Wissmann
- 1896–1901: Eduard von Liebert
- 1901–1906: Gustav Adolf von Götzen
- 1906–1912: Albrecht von Rechenberg
- 1912–1918: Heinrich Schnee